# 상 (죽음)
상(喪)은 사람이 죽어서 그것을 슬퍼하여 사람이 일정 기간 동안 지출되는 일상 생활과 다른 의례적인 금기 상태이며, 일부 문화권에서 나타나는 풍속이다.

## 같이 보기
- 장례
- 상례
- 관혼상제